# 佐藤健太郎 (実業家)
佐藤 健太郎（さとう けんたろう、1981年1月10日 - ）は、日本の実業家であり、GMOペパボ株式会社代表取締役社長。鹿児島県鹿児島市出身。愛称は「ケンタロさん」。

## 略歴
大学生時代に互いのホームページを通し、合資会社マダメ企画を経営していた家入一真と出会い、掲示板を通して交流を深める。事業を継承する有限会社paperboy&co.を家入が設立した際に、手伝わないかと声を掛けられ東和大学卒業を機に入社する。入社後は、ロリポップ!のサービスサポートやマーケティングなどを担当し、経営企画室長として上場準備にも携わる。
2009年3月25日、代表取締役社長の家入一真（当時）の退任に伴う人事異動により、代表取締役社長に就任する。
- 2003年1月 - 有限会社paperboy&co.に入社
- 2004年3月2日 - 有限会社paperboy&co.が株式会社に組織変更。
- 2005年1月 - 同社社長室長に就任
- 2005年10月 - 同社経営企画室長に就任
- 2006年2月 - 同社取締役に就任
- 2007年3月 - 同社取締役副社長に就任
- 2007年7月 - 同社総務人事部長を兼任
- 2008年3月 - 同社代表取締役副社長に就任
- 2008年12月19日 - 株式会社paperboy&co.がジャスダックに上場。
- 2009年3月25日 - 同社代表取締役社長に就任（現職）
- 2010年3月26日 - 同社親会社であるGMOインターネット取締役に就任
- 2014年4月 - 同社社名をGMOペパボ株式会社に社名変更
- 2019年12月24日 - 同社が東京証券取引所第二部に市場変更

## 人物
妻と娘1人と息子1人の4人家族であり、趣味はインターネット、マラソン。
尊敬する人物は、ヴァージン・グループ創設者で会長のリチャード・ブランソン。好きな言葉は「敬天愛人」であり、これまで自身がやってくることができたのは周囲のおかげでもあるということからである。
新サービスのリリースや社内行事の際に、インパクトを出すためにコスプレをして登場することが多い。

### クワガタ姿
2010年1月、突如クワガタの被り物を被り「世界最大級のクワガタ」として活動し始める。Twitterのアイコンをクワガタ姿の写真に変更し、Ustreamでは平日の19時頃からクワガタ姿で仕事の様子やパフォーマンスを配信していた。また、「おはっクワー」などクワガタ風に挨拶もしていた。
これは、前社長の家入一真のキャラが立ちすぎており、何らかのキャラになれば自身も人気が得られるのではないかという考えからであるという。
2010年9月8日、9月8日をクワと読むことができ夏も終わることから、同日を持ってクワガタ活動を終了した。

### 新卒説明会
2013年から開始した新卒採用において、「企業を選ぶ上で重要な機会である会社説明会を少しでも楽しいものにしたい」という想いから、様々なテーマを設け、エンターテインメント性を重視した演出が特徴の「大規模会社説明会」を開催。これまでにヘヴィメタバンドのボーカルやヒーローショーの悪役など自らパフォーマンスを披露。Twitterでもトレンド入りなど毎年恒例となっていた。
2018年4月18日、2020年より通年採用となることから、同日を持って説明会が終了した。

## エピソード
- paperboy&co.創業者の家入一真とはインターネット上で知り合い、近所に住んでいたことから親交を深めることになった。家入による初対面の印象は「アフロヘアで、想像していたよりも相当あか抜けていた」[7]。
- 東京マラソン2008に出場し、無事に完走を果たした。